# Audi Sport GmbH
Audi Sport GmbH, tidligere kendt som "quattro GmbH", er et datterselskab af Audi, som er et datterselskab af Volkswagen Group.
Grundlagt i oktober 1983 som quattro GmbH, har det primært specialiseret sig i at producere højtydende Audi-biler og komponenter, sammen med køberspecificerede tilpasninger. Firmaets tidligere navn var en hyldest til Audis originale firehjulstrukne rally-inspirerede vejbil - Audi Quattro. I 2016 blev virksomheden omdøbt til Audi Sport GmbH.
Det er placeret på en 3.500 kvadratmeter stor grund i Neckarsulm, nær Stuttgart, i den tyske delstat Baden-Württemberg. Udviklings- og produktionsfabrikker er baseret på et større område på 10.700 kvadratmeter (115.170 sq ft) af den nu hedengangne tyske bilproducent (og Wankel stempelfri roterende motor-pioner) NSU Motorenwerke AG.
Dens kerneprodukter omfatter Audi RS4, Audi RS6 og Audi R8. Desuden er det et »lukket selskab«, idet det ikke sælger sine biler direkte til offentligheden via franchiseforretninger under sit eget mærke; i stedet sælges de under Audi mærket. Men nu sælger den livsstilsprodukter og tilbehør med mærket 'quattro GmbH' via Audi franchiseforretninger og Audi Forum, såsom det, der ligger i Allianz Arena i den nordlige udkant af München, Tyskland.

## Forretningsområder
Audi Sport GmbH er specialiseret i fire 'nøgle' områder, herunder design, test og produktion af specialiserede og højtydende Audi-biler, såsom Audi RS3, Audi RS4, Audi RS5, Audi RS6, Audi RS7, Audi RS Q3, Audi RS Q8, Audi TTRS og Audi R8.
De designer og specificerer også vejhjul, og designer og producerer sportsundervogn og de specielle bilkarrosseridele (såsom forkofangere og splittere, sideskørter, bagkofangere og diffusorer og bagspoilere), som hovedsageligt bruges på Audi "S line" trimspecifikation tilgængelig på det meste af modeludvalget.

### RS biler
Audi RS-bilerne har teknologi og ydeevne, der kan sammenlignes med højtydende sportsvogne såsom Porsche 911. Da RS-modellerne er baseret på konventionelle sedan- eller stationcar-biler, bevarer RS-modellerne også den daglige komfort og praktiske funktionalitet. De er nogle af de mest kraftfulde køretøjer, der nogensinde er udbudt af Audi. quattro GmbH skaber, designer, udvikler og producerer alle RS-modeller i samarbejde med moderselskabet AUDI AG.
"RS"-initialerne er taget fra det tyske: RennSport - bogstaveligt oversat som "racersport". RS er Audis højeste udstyrsniveau, placeret over "S" ("Sport") specifikationsniveauet for Audis almindelige modelprogram. RS-biler produceres normalt i begrænset antal over en begrænset tidsskala (historisk, nærmer sig slutningen af produktionsforløbet af en bestemt model, før en ny udvikling eller generation af samme model), og er bygget med nogle af Audis nyeste teknologi og teknik. Mens RS-biler generelt har en meget højere købspris sammenlignet med deres 'mindre' brødre, bevarer de også restværdier over gennemsnittet.